# Merriam-wapiti
De Merriam-wapiti (Cervus canadensis merriami) is een uitgestorven ondersoort van de wapiti. De ondersoort kwam ooit voor in de droge gebieden in het zuidwesten van de Verenigde Staten (Arizona, New Mexico, Texas) en Mexico. Vanaf de eerste aankomst van de Europeanen in de Nieuwe Wereld hebben de ongereguleerde jacht, de snelle groei van boerderijen en ranches en de ongecontroleerde begrazing van vee de ondersoort tot uitsterven gedreven. Tot het einde van de 19e eeuw werden er geen betrouwbare gegevens bijgehouden over het beheer van wilde dieren; de populatie Merriam-wapiti's ging aanzienlijk achteruit aan het begin van de 20e eeuw, met 1906 als het geschatte jaar van uitsterven.
Een andere ondersoort, de oostelijke wapiti (C. c. canadensis), stierf ongeveer tegelijkertijd uit. Er is weinig bekend over deze ondersoort, behalve dat het er ooit tientallen miljoenen waren en dat het de belangrijkste ondersoort van de wapiti die leefde in gebieden ten oosten van de Mississippi (hoewel bekend is dat hij zich naar het westen tot in Wyoming en Utah heeft verspreid). De oostelijke wapiti, die ooit in vrijwel alle staten van het noordoosten en zuidoosten voorkwam (inclusief de hele oostkust van Maine tot Georgia en het Midden-Westen van de Verenigde Staten), verdween voordat er serieuze wetenschappelijke studies of onderzoeken hadden plaatsgevonden. Wapiti's uit het Yellowstone National Park werden in 1913 in dit gebied geïntroduceerd en zijn er tegenwoordig redelijk algemeen. Er lijkt een populatie te gedijen in en rond de Great Smoky Mountains, de Blue Ridge Mountains en het Daniel Boone National Forest.
Sinds 2017 heeft de IUCN alle Noord-Amerikaanse wapiti's (met uitzondering van de Tule-wapiti en Roosevelt-wapiti) geherclassificeerd als C. c. canadensis. Als deze taxonomie klopt, dan is de Merriam-wapiti niet echt uitgestorven, maar eerder uitgeroeid (verdreven) of verdwenen uit grote delen van zijn voormalige leefgebied.